# Hangende achtbaan

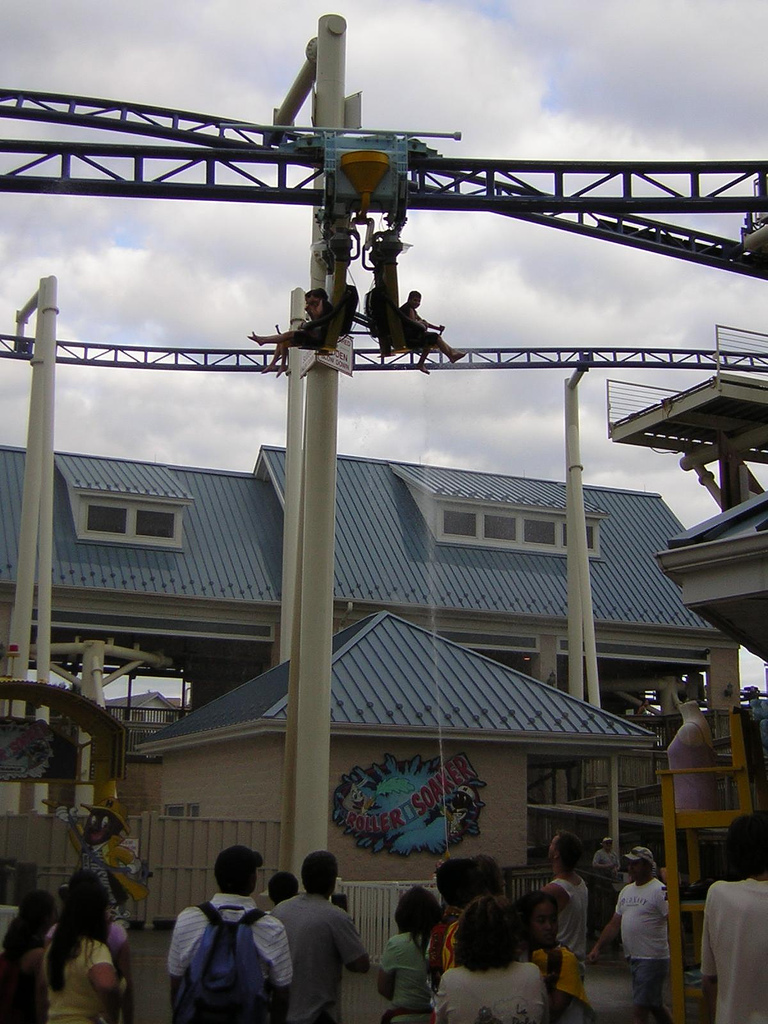
Roller Soaker in Hersheypark

Een hangende achtbaan is een achtbaantype, waarbij men niet zoals gewoonlijk in karretjes boven op de baan zit, maar waarbij de karretjes aan de onderkant van de baan hangen en in zijwaartse richting kunnen bewegen.
De term hangende achtbaan wordt (foutievelijk) ook veel gebruikt voor omgekeerde achtbanen of inverted coasters. Bij een omgekeerde achtbaan zitten de gondels echter direct stijf verbonden met het onderstel en volgen dus precies de helling en de oriëntatie van de baan.

## Geschiedenis
De eerste hangende achtbaan, genaamd Bisby's Spiral Airship, dateert van 1902 en stond in het voormalige Queens Park in Long Beach, Californië.
De eerste moderne hangende achtbaan was Bat in Kings Island (Ohio). De producent van deze baan was het inmiddels failliete concern Arrow. Vanwege de vele problemen met dit prototype heeft deze baan slechts 3 jaar bestaan.
De eerste hangende achtbaan in Europa was Dreamcatcher, gebouwd onder de naam Airrace in Bobbejaanland in 1987.
Ongeveer een kwart van de hangende achtbanen is gebouwd door Arrow, andere producenten zijn onder andere Vekoma, Caripro en Setpoint.

## Technische kenmerken
Hangende achtbanen hebben als specifiek kenmerk dat de rit zeer weinig zijwaartse g-krachten kent aangezien de gondels in zijwaartse richting kunnen bewegen. De zijwaartse beweging wordt over het algemeen beperkt door een aantal schokdempers die zowel de zijwaartse snelheid als de maximale uitzwaai onder controle houden.
Er zijn verschillende gondelconfiguraties mogelijk in tegenstelling tot bij de omgekeerde achtbaan waarbij altijd treinen gevormd worden. De gondels kunnen zowel individueel door de baan heen rijden (zoals Roller Soaker) of in een trein (zoals in Ninja en Dreamcatcher). Ook zijn combinaties van voorwaarts en achterwaarts kijkende stoelen mogelijk in tegenstelling tot de omgekeerde achtbaan waarbij altijd voorwaarts georiënteerde stoelen gebruikt worden.

## Hangende achtbanen in Nederland, België en Duitsland
In Nederland is in 1997 Batflyer in Duinrell gebouwd, maar deze baan is door problemen nooit geopend en in 2002 weer afgebroken. In België is één hangende achtbaan te vinden: in Bobbejaanland staat Dreamcatcher. In Plopsaland De Panne stond tot begin 2018 De Vleermuis. Vooral de lage capaciteit van deze achtbaan was een achilleshiel. Walibi Belgium opende in 2007 de hangende achtbaan Vertigo, die wegens de vele technische problemen na korte tijd alweer gesloten en afgebroken werd om teruggestuurd te worden naar de producent.
In Duitsland kan men terecht in het Skyline Park voor de Sky Rider of in Ski- und Rodelarena Wasserkuppe voor Hexenbesen.

## Trivia
- In Roller Soaker (te vinden in Hersheypark) kunnen de passagiers vanuit de gondel 16 gallon water laten vallen op de mensen onder zich. De mensen beneden hebben echter de beschikking over waterkanonnen om de mensen in de gondel nat te maken. Deze achtbaan werd echter in 2012 gesloten.

## Galerij

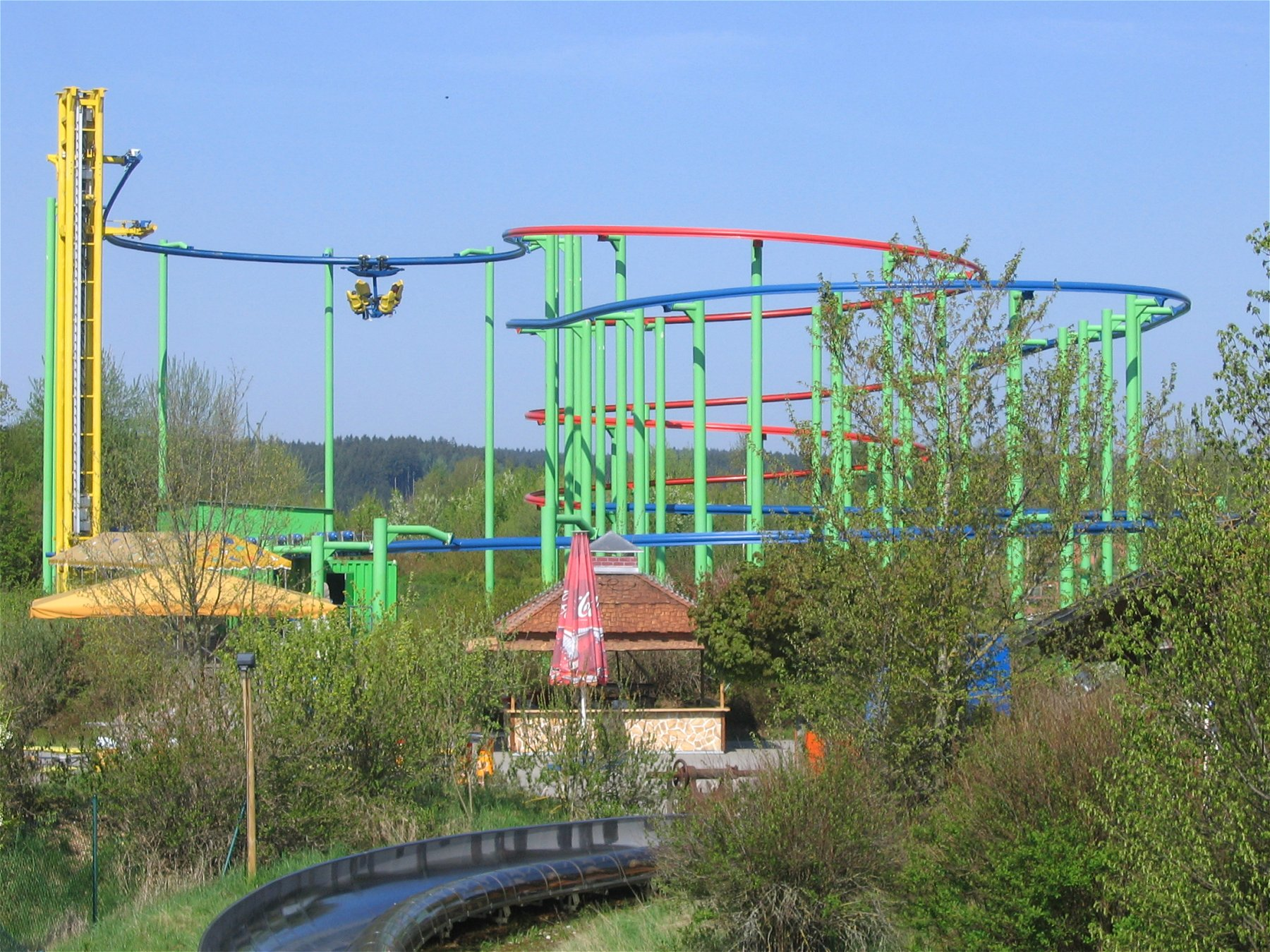
Sky Rider in het Skyline Park
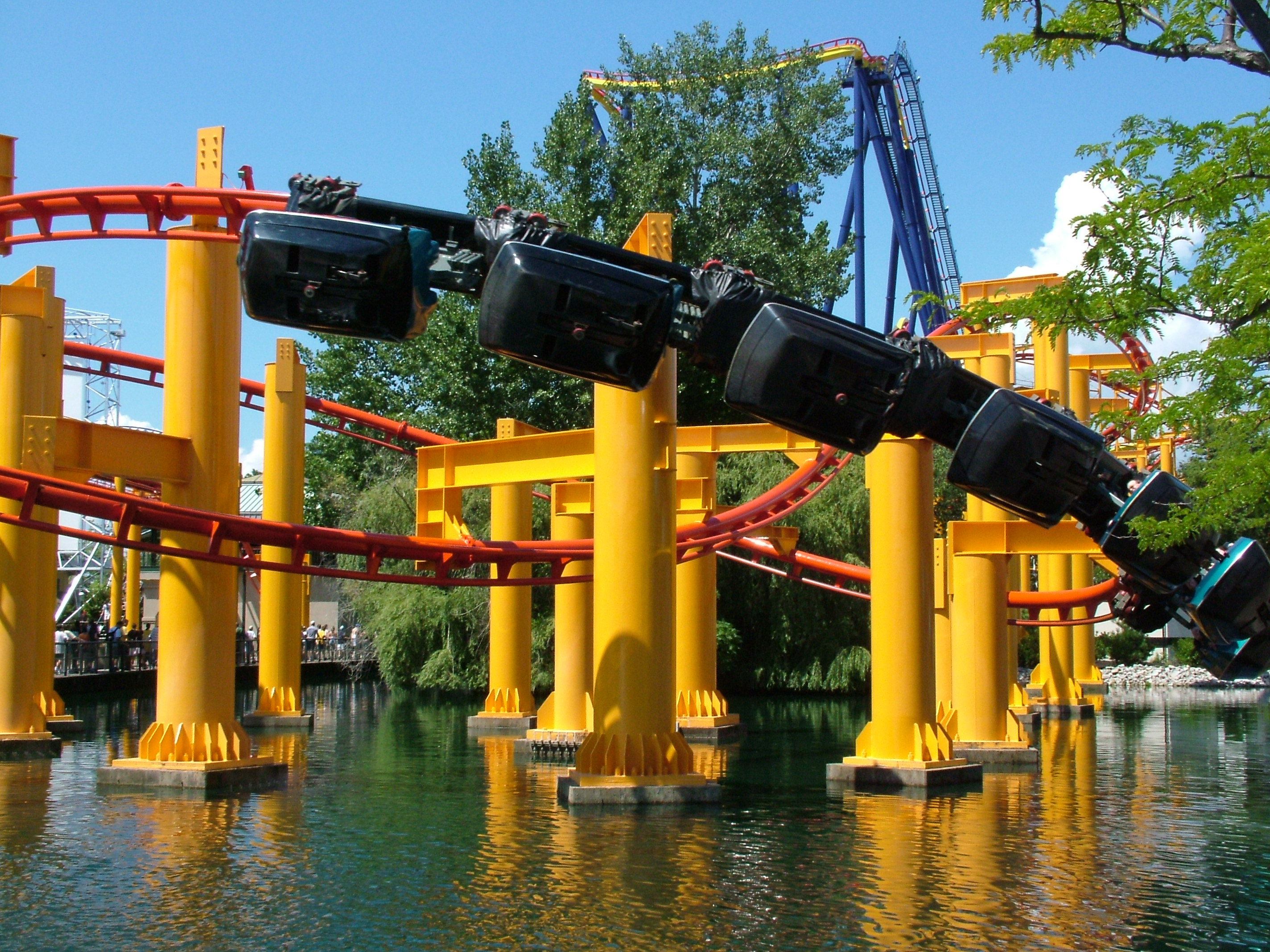
Iron Dragon in Cedar Point
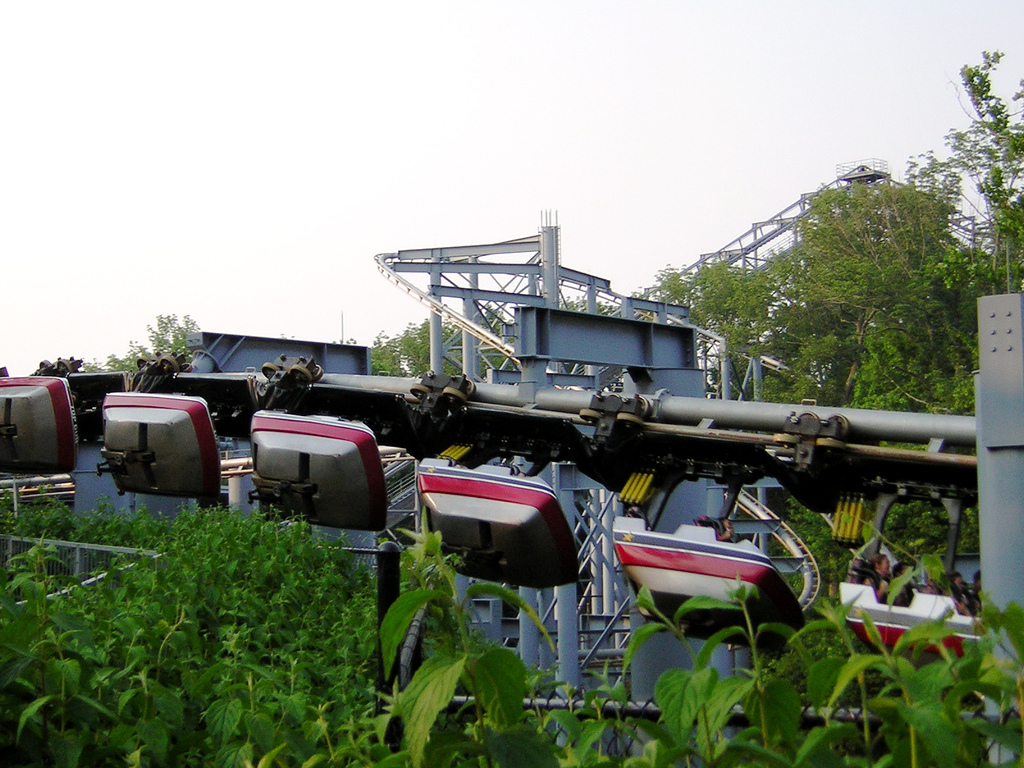
Flight Deck in Kings Island
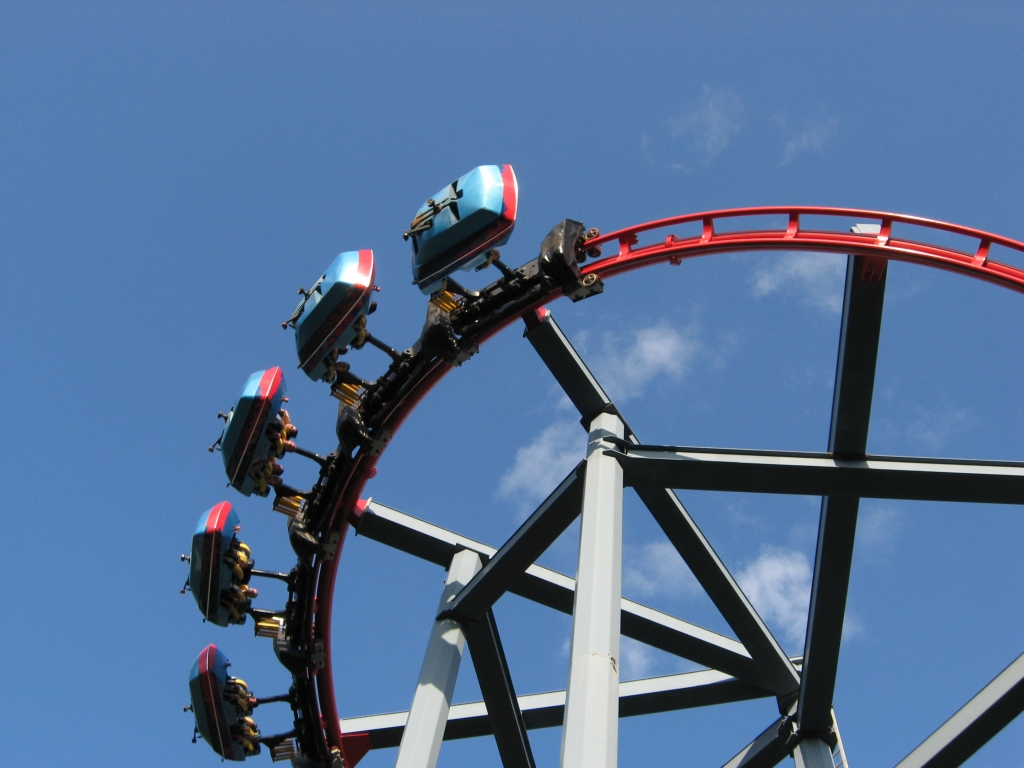
Vortex in Canada's Wonderland